# Station Armathwaite
Armathwaite is een station van National Rail in Eden in Engeland. Het station is eigendom van Network Rail en wordt beheerd door Northern Rail. Het station is geopend in 1876. 